# Lindsaea pendula
Lindsaea pendula är en ormbunkeart som beskrevs av Kl. Lindsaea pendula ingår i släktet Lindsaea och familjen Lindsaeaceae. Inga underarter finns listade.